# اموندی پایونیر
اموندی پایونیر (انگلیسی: Amundi Pioneer) شرکت خدمات مالی آمریکایی است، که در سال ۱۹۲۸ تأسیس شد و هم‌اکنون زیرمجموعه‌ای از شرکت اموندی می‌باشد.